# Довгалівка (Шепетівський район)
Довга́лівка — село в Україні, у Ямпільській селищній громаді Шепетівського району Хмельницької області. Розташоване в західній частині району.

## Географія
Село розміщене на лівому березі річки Калинівки.

## Населення
Чисельність населення села за переписом 2001 року становила 374 особи, в 2011 році — 322 особи.

### Мова
Розподіл населення за рідною мовою за даними перепису 2001 року:
| Мова       | Кількість | Відсоток |
| ---------- | --------- | -------- |
| українська | 373       | 99.73%   |
| російська  | 1         | 0.27%    |
| Усього     | 374       | 100%     |

## Історія
У 1906 році село Ямпільської волості Кременецького повіту Волинської губернії. Відстань від повітового міста 54 верст, від волості 8. Дворів 96, мешканців 589.
Назва походить від прізвища пана Довгаля, який жив у селі.